# ISO 3166-2:FJ

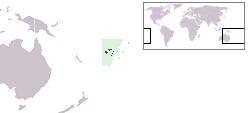
نمایی از موقعیت کشور فیجی. کد ISO 3166-2:FJ بخشی از استاندارد ایزو ۳۱۶۶ برای این کشور است

کد ISO 3166-2:FJ بخشی از استاندارد ایزو ۳۱۶۶ برای کشور فیجی است که توسط سازمان بین‌المللی استانداردسازی ISO تنظیم شده‌است این سازمان، کدهای استاندارد را برای تقسیمات کشوری (ایالتها یا استانهای) کشورهای فهرست شده در استاندارد ایزو ۳۱۶۶-۱ تعریف می‌کند.
هر کد شامل دو بخش می‌گردد که توسط علامت - جدا می‌گردند.
- بخش نخست FJ که در ایزو ۳۱۶۶-۱ آلفا-۲ کد کشور فیجی است.
- بخش دوم شامل یک یا دو یا سه حرف است که بیان‌کننده استان یا ایالت کشور فیجی می‌باشد.

## کدها
| کدها | Divisione               |
| ---- | ----------------------- |
| FJ-C | Central Division, Fiji  |
| FJ-E | Eastern Division, Fiji  |
| FJ-N | Northern Division, Fiji |
| FJ-W | Western Division, Fiji  |
| FJ-R | روتوما (dipendenza)     |